# Tiki (kunstvorm)

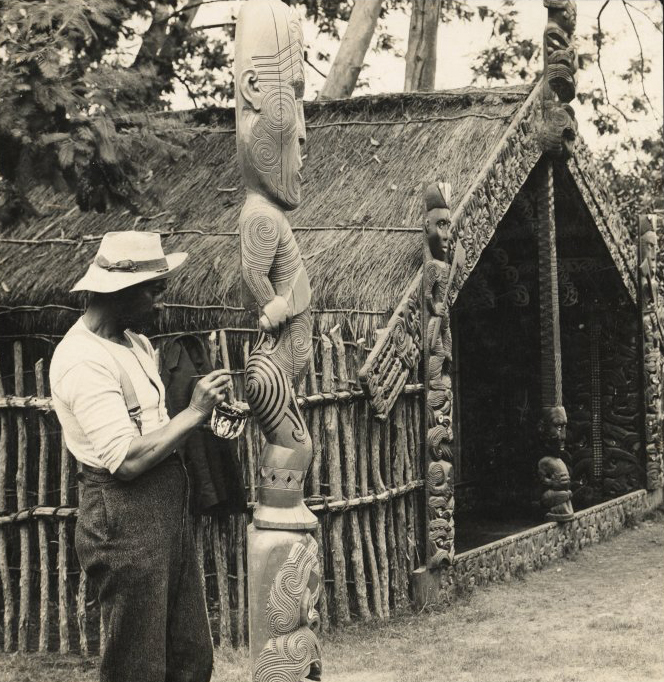
Een tiki wordt beschilderd (Whakarewarewa, 1905)

Tiki's zijn beelden die oorspronkelijk gemaakt werden in Polynesië (Grote Oceaan). Deze werden uitgesneden in hout of steen en in de vorm van figuren uit de Polynesische mythologie. De tiki's werden gemaakt door de Maori's in Nieuw-Zeeland en de Cookeilanden en op de eilanden van Frans-Polynesië. In het Tahitiaans worden deze Ti'i genoemd en in het Hawaïaans Ki'i.
Toen in de twintigste eeuw de tikicultuur populair werd in de Verenigde Staten vormden de tiki's een belangrijke inspiratie voor allerlei kunstobjecten, meubilair en servies.

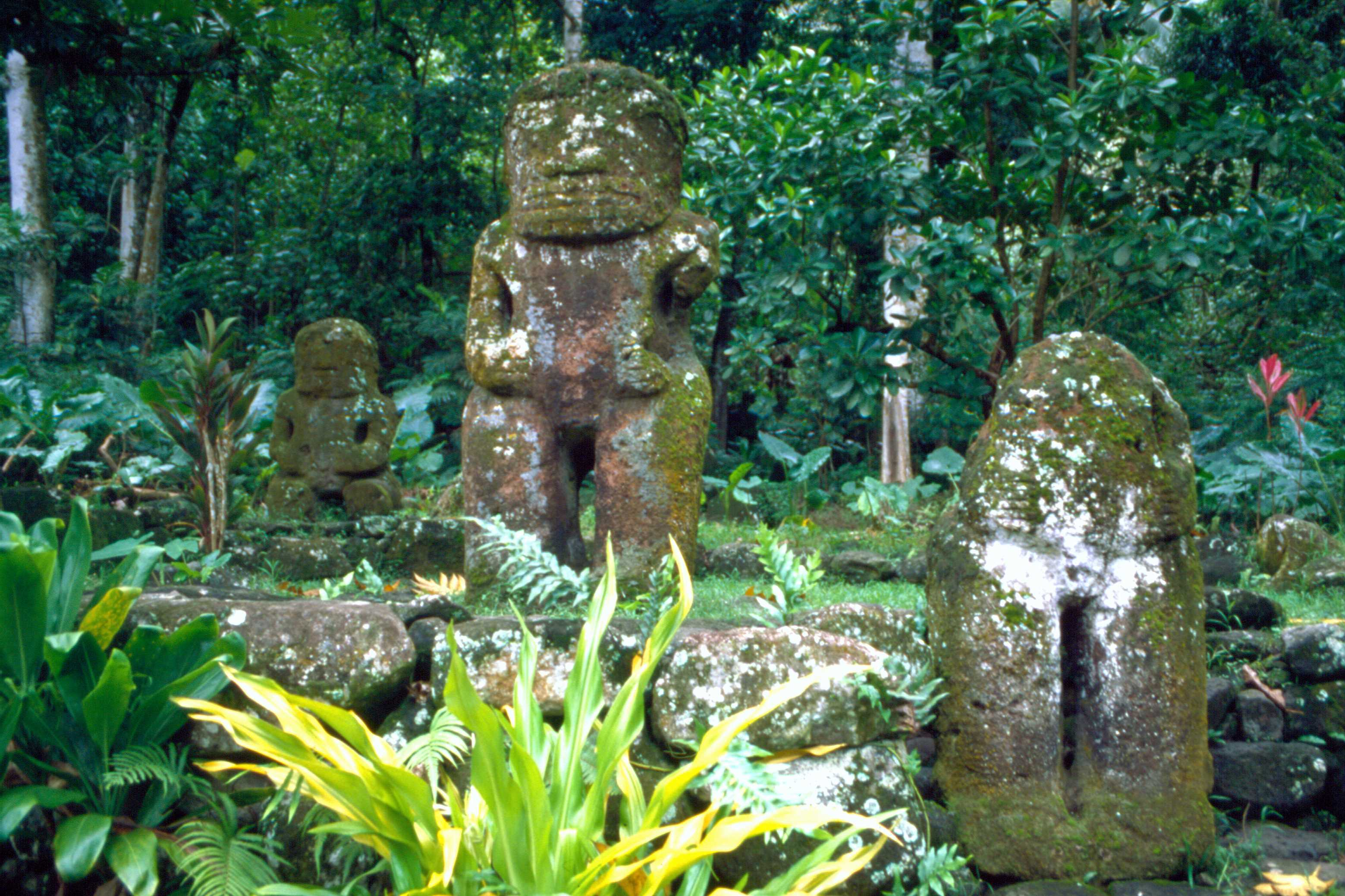
Stenen tiki's op Hiva Oa (Marquesaseilanden)